# دامارتین-آن-گوله
دامارتین-آن-گوله (به انگلیسی: Dammartin-en-Goële) (تلفظ فرانسوی: [da.maʁ.tɛ̃. ɑ̃. ɡoɛl] و یا[da.maʁ.tɛ̃. ɑ̃. ɡwal]) یک کمون (بخش) در شهرستان سن-ا-مرن در بخش ایل-دو-فرانس در شمال مرکزی فرانسه. حدود ۳۰ کیلومتر (۱۹ مایل) شمال شرقی مرکز پاریس است.

## جغرافیا
این مکان به خوبی بر روی تپه ای واقع شده‌است که بخشی از فلات la Goële را تشکیل می‌دهد و برای تمایز آن از Dammartin-sur-Tigeaux، یک کمون کوچک در همان بخش، به Dammartin-en-Goële معروف است. حدود ۱۰ کیلومتر (۶٫۲ مایل) شمال شرقی فرودگاه شارل دوگل پاریس.

## تاریخ
این کمون از نظر تاریخی به عنوان مقر شهری که صاحبان آن سهم قابل توجهی در تاریخ فرانسه داشتند از اهمیت تاریخی برخوردار است. اولین بازی که اسم کمون ثبت شد، یک هوگ بود که خود را در قرن دهم به عنوان استاد شهر درآورد. اما در قرن یازدهم خاندان دیگری جایگزین سلسله وی شد. رینالد اول، شمارش دام دامرتین (متوفی ۱۲۲۷)، که یکی از ائتلاف‌هایی بود که توسط پادشاه فیلیپ آگوستوس در جنگ بووین (۱۲۱۴) درهم کوبید، دو همسرا را ترک کرد، که از آنها بزرگتر، مود (ماتیلدا یا Mahaut) با فیلیپ هورپل، پسر فیلیپ آگوستوس ازدواج کرد، و دومی، آلیکس، با ژان دو تری که در صف وی پس از مرگ پسر فیلیپ هورپل، البریک، به هم پیوست، شهرستان ازدواج کرد. این شهرستان از طریق وراث به خانه‌های فائل و نانتویل منتقل شد و در قرن پانزدهم با ازدواج با مارگریت، وارث رینالد، توسط آنتوان دو شبان (درگذشته ۱۴۸۸)، یکی از محبوب ترین‌های شاه چارلز هفتم به دست آمد.

### گروگان‌گیری
در ۹ ژانویه ۲۰۱۵، وزیر کشور فرانسه، برنارد کازنوو تأیید کرد که عملیات بزرگی در دمارتین-آن-گوئل، جایی که هلی کوپترهای پلیس مستقر شده بودند، در جریان بود. این مربوط به تلاش پلیس برای دستگیری سعد و شریف کوآچی، مظنونان اصلی تیراندازی شارلی ابدو بود. افراد مسلح در یک کار چاپی به نام CTD بودند و گروگان گرفته بودند. سرانجام برادران در یک درگیری با پلیس فرانسه کشته شدند.

## جمعیت‌شناسی
جمعیت این شهر در سال ۲۰۱۴ ۸۸۶۸ نفر بوده‌است. به ساکنان داممارتین-آن-گوله Dammartinois گفته می‌شود.